# ニコール・メインズ
ニコール・メインズ（Nicole Amber Maines, 1997年10月7日 - ）は、アメリカ合衆国・ニューヨーク州出身の女優。トランスジェンダーでトランスジェンダーの権利活動家。

## 人物
1997年10月7日にニューヨーク州グラバーズビルに生まれ、兄弟のジョナスと一卵性双生児として養子縁組となった。その後、メイン州ポートランドに移り、メイン州は出生時に男性に割り当てられた。幼い頃に性別の差異を感じ始め、2歳の時には母親に「私はいつ女の子になるの?」のような質問をした。メインズは、女の子向けのおもちゃで遊ぶことを好み、漫画や映画で女性キャラクターを同一視した。4歳までには自分の事を家族に明示的に伝え始めた。兄のジョナスは、幼い頃から彼女の性同一性を受け入れた。
メインズは、ニコロデオンで放送されていた番組「ゾーイ101」に登場するキャラクターのニコール・ブリストウにちなんでニコールという名前を選んだ。最初は同番組に登場するキャラクター名のクインと呼ばれたいと思っていましたが、名前を書くときにスペルミスを犯し続けたので、ニコールに落ち着いた。ミドルネームのアンバーを選んだのは、その響きを気に入ったから。名前の変更は新聞で発表しなければならないというメイン州の法律のため、ニコールや家族は安全を考慮して正式に彼女の名前を変更しなかった。その後、裁判官は名前変更法への請願を受け入れて、数日後に新聞に掲載されずに正式に名前がニコール・アンバー・メインズになった。
2015年7月、メインズは高校を卒業した1ヶ月後にフィラデルフィアでジェンダー肯定手術を受けた。
2015年にワシントン・ポストの作家エイミー・エリス・ナットが、メインズやトランスジェンダーであることを受け入れる家族について綴った本「Becoming Nicole: The Transformation of an American Family」を出版。その本はニューヨーク・タイムズ紙のベストセラーとなった。
メインズはメイン州のウェインフリート高校に通い、兄のジョナスと一緒にメイン大学に通ったが、2018年秋に演技の勉強をするために大学へ戻らない事を選んだ。
2018年にドラマ「SUPERGIRL/スーパーガール」にシーズン4からテレビ番組史上初のトランスジェンダーのヒーロー・ドリーマーとして出演。
2019年、ホラー映画「Bit」で主演し、アウトフェスト・ロサンゼルスLGBTQ映画祭で最優秀演技賞を受賞した。
2021年にコミック漫画「DC Pride」（DCコミック）内で、メインズがドラマ「スーパーガール」で演じたドリーマーの短編ライターを担当 。2022年7月12日には、コミック「Superman: Son of Kal-El」でドリーマーのデビューの脚本を共同執筆した。

### Doe v. Regional School Unit 26
小学校時代に学校側から女子トイレの使用を禁じられ、メインズの家族は学校を提訴。この事件は最終的にバンゴーの州最高裁判所に至り、2014年6月にメインズ側が勝訴した。裁判所がトランスジェンダーの学生に出生時に割り当てられた性別でトイレの使用を強制することを違法と裁定したのは国内で初めてだった。
詳細はDoe v. Regional School Unit 26を参照

## 出演作品

### 映画
| 年   | 作品名             | 役名    | 備考                 |
| ---- | ------------------ | ------- | -------------------- |
| 2016 | The Trans List     | Herself | ドキュメンタリー作品 |
| 2017 | Not Your Skin      | Herself | ドキュメンタリー作品 |
| 2019 | Bit                | Laurel  |                      |
| 2022 | Darby and the Dead | Piper   | [ 12 ]               |

### テレビ
| 年        | 作品名                                                                  | 役名                    | 備考                 |
| --------- | ----------------------------------------------------------------------- | ----------------------- | -------------------- |
| 2015      | ロイヤル･ペインズ ～救命医ハンク～ Royal Pains                          | Anna                    | 計1話                |
| 2018–2021 | SUPERGIRL/スーパーガール Supergirl                                      | ニア・ナル / ドリーマー |                      |
| 2020      | レジェンド・オブ・トゥモロー Legends of Tomorrow                        | ニア・ナル / ドリーマー | シーズン5第1話       |
| 2022      | グッド・トラブル Good Trouble                                           | Liza Davis              | 計4話                |
| 2023-     | イエロージャケッツ Yellowjackets                                        | リサ                    |                      |
| 2023      | THE FLASH/フラッシュ The Flash                                          | ニア・ナル / ドリーマー | シーズン9第7話       |
| 2023      | The Freedom to Exist with Elliot Page - A Soul of a Nation Presentation | Herself                 | ドキュメンタリー作品 |

## 本

### DCコミック
- DC Pride（英語版）
  - "Date Night" short story (2021年6月8日)[15]
  - Foreword (2022年6月14日)[16]
  - "Bad Dream" preview (2013年5月30日)
- Superman: Son of Kal-El（英語版） #13 co-written with Tom Taylor (2022年7月12日)[17]
- Lazarus Planet: Assault on Krypton #1 co-written with C. S. Pacat, Frank Barberie and Leah Williams (2023年1月17日) [18]